# Parco nazionale delle zone umide di Kotychi e Strofylia
Il parco nazionale delle zone umide di Kotychi e Strofylia (in lingua greca: Εθνικό Πάρκο υγροτόπων Κοτυχίου Στροφυλιάς, trasl. Ethinkò Parko ugrotòpon Kotuchìou Strofiliàs) è un'area protetta delle unità periferiche di Acaia ed Elide, in Grecia.
Il parco nazionale include il monte Nero, la foresta di Strofilia, il lago di Lamia, il lago di Prokopos, la laguna di Kotychi, il lago di Papa, il fiume Larisso, il capo Araxos, le terme di Yrminis, il sito archeologico del Muro di Dymaion e le spiagge di Kalogria.
È stato proclamato parco nazionale nel 2008.  Ha una superficie totale di 143 000 ettari ed è protetto dalla convenzione di Ramsar e Natura 2000.
Il parco è una riserva naturale e ricca zona umida con molti membri, artificiali canali, fiumi, lagune, dune e dune. La foresta di Strofilia è estesa per 22 000 ettari ed è composta da pini domestici, pini d'Aleppo e querce. Nel parco si trova anatre, ardeidi, lontra, mignattaio, fenicotteri, folaghe, pellicano crespo, pernice di mare, νανογλάρονα, cavaliere d'Italia, falco di palude, molte specie di anfibi, rettili, roditori, tartarughe, volpi.